# Connerton
Connerton es un lugar designado por el censo ubicado en el condado de Pasco en el estado estadounidense de Florida. En el Censo de 2010 tenía una población de 2.116 habitantes y una densidad poblacional de 61,77 personas por km².

## Geografía
Connerton se encuentra ubicado en las coordenadas 28°18′52″N 82°28′31″O / 28.31444, -82.47528. Según la Oficina del Censo de los Estados Unidos, Connerton tiene una superficie total de 34.26 km², de la cual 32.95 km² corresponden a tierra firme y (3.81%) 1.31 km² es agua.

## Demografía
Según el censo de 2010, había 2.116 personas residiendo en Connerton. La densidad de población era de 61,77 hab./km². De los 2.116 habitantes, Connerton estaba compuesto por el 87.05% blancos, el 8.84% eran afroamericanos, el 0.05% eran amerindios, el 1.56% eran asiáticos, el 0% eran isleños del Pacífico, el 1.42% eran de otras razas y el 1.09% pertenecían a dos o más razas. Del total de la población el 9.5% eran hispanos o latinos de cualquier raza.